# Leopold Federmair
Leopold Federmair es un escritor y traductor literario nacido en 1957 la localidad austriaca de Wels. Desde 2006 vive en Hiroshima, donde imparte clases en la Universidad, en lo que denomina su Brotberuf. Además de novelas y relatos es autor de ensayos, obras de crítica literaria y traducciones del italiano, francés, español y japonés (F. Ponge, M. Béalu, H.Thomas, M. Houellebecq, J. E. Pacheco, R. Walsh, R. Piglia, L. Sciascia, M. Deguy, J. L. Borges, J. Gelman, R. Murakami). También publica regularmente en publicaciones periódicas y blogs literarios (Neue Zürcher Zeitung, Der Standard, Falter, Literatur und Kritik, etc.)

## Reseña biográfica
Leopold Federmair nació el 25 de agosto de 1957 en la localidad austriaca de Wels, en la Alta Austria, siendo el mayor de 9 hermanos. Creció en la pequeña Sattledt, hasta que en 1975 se traslada a la ciudad de Salzburgo, donde estudió Germanística e Historia y obtuvo el doctorado en filosofía con una tesis sobre el poeta Johann Christian Günther. Tras diez años en Salzburgo, entre 1985 y 1993, comienza una carrera como profesor universitario que le llevó a trabajar en distintas universidades de Francia, Italia y Hungría. Además, de 1989 comienza a visitar con frecuencia Latinoamérica, en especial Argentina.
A comienzos de los años 90, abandona París para trasladarse a Sicilia. Comienza entonces su andadura como traductor literario, que se inaugura con la obra de José Emilio Pacheco, con quien le unen vínculos personales. Tras la publicación en 1992 de la traducción de Morirás lejos (Der Tod in der Ferne), siguen encargos editoriales para la traducción de obras de Marcel Béalu, un surrealista francés. 
Así, entre 1993 y 2006 trabajó como escritor y traductor literario autónomo en Viena, Argentina y Japón, país al que se traslada en 2002. Tras estancias en Nagoya y Osaka, se acaba instalando en Hiroshima en 2006, donde imparte clases en la Universidad al tiempo que mantiene su labor como crítico literario, ensayista, traductor y autor de obra propia.

## Obra

### Producción propia
Federmair es un prolífico autor que reúne en su haber más de 20 títulos propios que abarcan desde la producción narrativa (cuentos y novela) como el ensayo y la crítica literaria.
En 2005 obtiene el galardón Adalbert-Stifter-Stipendium, cuyos frutos se traducen en la novela Erinnerung an das, was wir nicht waren. También dentro del género narrativo destacan colecciones de relatos como Monument und Zufal, Die Ufer des Flusses o Der Kopf denkt in Bilder.
Destaca también su faceta como ensayista y crítico literario. Sobre Peter Handke, con quien le une una estrecha amistad personal, ha publicado el ensayo Die Apfelbäume von Chaville. Annährungen an Peter Handke. 
En 2014, Die großen und die kleinen Brüder reúne en una particular colección de ensayos y relatos un retrato de Japón, un país cargado de tradición y donde siguen manteniéndose numerosas jerarquías heredadas. 
Federmair observa las pequeñas cosas del día a día japonés, con referencias más o menos veladas a la gran historia, a la literatura y el arte.
Esto último es lo que caracteriza en general su producción que nos lleva a Austria, a Argentina o a Japón, al mundo que ha vivido en primera persona en su dilatada trayectoria personal. Su carácter literario está marcado por el cosmopolitismo. Por el conocimiento personal del mundo. Salzburgo, Argentina, Viena, Japón, París... todos se dan la mano en la pluma y en la peculiar visión del mundo y del hombre del autor.

### Traducción
La traducción en Federmair es una actividad creadora, así que su producción como traductor sería tan propia como la que se recoge en la sección anterior.
Ha traducido 25 libros al alemán, entre ellos obras de Francis Ponge, Michel Houellebecq, François Emmanuel, Michel Deguy, José Emilio Pacheco, Ricardo Piglia, Leonardo Sciascia, Ryu Murakami. Su producción traductora incluye también obras líricas como la poesía de Ugo Foscolo, Juan Ramón Jiménez, Jorge Luis Borges, Giovanni Orelli, Serge Gainsbourg o Juan Gelman para distintas publicaciones y antologías.
En 2012 fue distinguido con el galardón Traslatio, el Premio Nacional de Austria a la Traducción Literaria (2011). El jurado optó por Federmair "porque desde hace dos décadas crea traducciones del francés, del español y del italiano que (...) acercan tanto al lector alemán la cultura y el universo literario de los textos originales que le abren la experiencia del lector del original".

### Algunas publicaciones
- Die Leidenschaften der Seele Johann Christian Günthers (Stuttgart, 1989)
- Die Gefahr des Rettenden (Viena, 1992)
- Monument und Zufall (Klagenfurt, 1994)
- Der Kopf denkt in Bildern (Klagenfurt, 1996)
- Flucht und Erhebung (Klagenfurt, 1997)
- Mexikanisches Triptychon (Viena, 1998)
- Das Exil der Träume (Viena, 1999)
- Kleiner Wiener Walzer (Viena, 2000)
- Die kleinste Grösse (Viena, 2001)
- Dreikönigsschnee 1723 (Viena, 2003)
- Adalbert Stifter und die Freuden der Bigotterie (Salzburgo, 2005)
- Ein Fisch geht an Land (Salzburgo, 2006)
- Formen der Unruhe. Essays zur Literatur (Viena, 2008)
- Ein Büro in La Boca: Erzählungen (Salzburgo, 2009)
- Erinnerung an das, was wir nicht waren (Salzburgo, 2010)
- Buenos Aires. Wort und Fleisch. Essays (Viena, 2010)
- Scherbenhügel, Prosa (Wels, 2010)
- Der Bedeutende und sein Fachmann (Wels, 2011)
- Die Ufer des Flusses (Salzburgo, 2012)
- Die Apfelbäume von Chaville. Annährungen an Peter Handke (Salzburgo, 2012)
- Das rote Sofa (Salzburgo, 2013)
- Die großen und die kleinen Brüder  (Viena, 2013)
- Wandlungen des Prinzen Genji (Salzburgo, 2014)
- Rosen brechen (Salzburgo, 2014)
- Musils langer Schatten (Viena, 2016)
- Monden: Der Wellen Schatten (Salzburgo, 2017)

### Traducciones
- José Emilio Pacheco: Morirás lejos ("Der Tod in der Ferne", Salzburgo/Viena, 1992; con M.A. Rogel Alberdi)
- Marcel Béalu: L’Expérience de la nuit ("Die Erfahrung der Nacht", Viena, 1993)
- Ricardo Piglia: La ciudad ausente ("Die abwesende Stadt", Colonia, 1994; con M.A. Rogel Alberdi)
- José Emilio Pacheco: Las batallas en el desierto ("Kämpfe in der Wüste", Salzburgo/Viena, 1995; con M.A. Rogel Alberdi)
- Marcel Béalu: Mémoire de l’ombre ("Erinnerungen aus dem Schatten", Viena, 1995)
- Michel Onfray: La raison gourmande, philosophie du goût ("Die genießerische Vernunft" Zúrich, 1996)
- Jacques Le Rider: Hugo von Hofmannsthal ("Historismus und Moderne. Hugo von Hofmannsthal im Kontext der Kultur der Jahrhundertwende" Viena, 1996)
- Michel Meyer: De l'insolence, ("Von der Frechheit. Versuch über Moral und Politik", Zúrich, 1997)
- Jean-Christophe Valtat: Exes ("Ex", Viena, 1998)
- Sibylle Lacan: Un père ("Ein Vater", Viena, 1999)
- Michel Houellebecq: Extension du domaine de la lutte ("Ausweitung der Kampfzone", Berlín 1999)
- Henri Thomas: Le seau a charbon ("Das Kino in der Scheune", Fráncfort del Meno, 1999)
- François Emmanuel: La Question humaine ("Der Wert des Menschen", Múnich, 2000)
- Ricardo Piglia: Plata quemada ("Brennender Zaster", Berlín, 2001)
- Leonardo Sciascia: Atti relativi alla morte di Raymond Roussel ("Der Tod des Raymond Roussel", Salzburgo/París, 2002)
- José Emilio Pacheco: Retorno a Sísifo ("Rückkehr zu Sisyphos", Viena, 2003; junto con M.A. Rogel Alberdi)
- Francis Ponge: Pour un Malherbe ("Malherbarium", Klagenfurt/Viena, 2004)
- Rodolfo Walsh: Esa mujer y otros relatos ("Diese Frau und zwei andere Erzählungen", Salzburgo/París, 2004)
- Gerhard Kofler: Taccuino su Nuova York a distanza / Notizbuch über New York aus der Entfernung (del italiano) (Klagenfurt, 2007)
- Michel Deguy: Poemas ("Gegebend", Viena/Bolzano 2008)
- Ignazio Buttitta: Drei Gedichte. Con prólogo de Pier Paolo Pasolini (Salzburgo y París, 2010)
- Ricardo Piglia: El último lector ("Der letzte Leser", Viena, 2010)
- Henri Thomas: Le Parjure ("Der Meineid", Viena, 2012)
- Ryu Murakami: Casting (Viena, 2013; junto con Motoko Yajin)
- Jean-Patrick Manchette: Portrait in Noir (Berlín, 2014)
- Juan Ramón Jiménez: Diario de un poeta recién casado (Tagebuch eines frischvermählten Dichters) (Berlín, 2017)